# Чудак 2
Чудак 2 (енгл. Creep 2) амерички је психолошки хорор филм из 2017. године, рађен техником пронађеног снимка, у режији Патрика Брајса, са Марком Дупласом и Дезире Акхаван у главним улогама. Представља директан наставак филма Чудак (2014) и Марк Дуплас се враћа у улогу поремећеног серијског убице из претходног дела. Као и у првом делу, продуцент филма је Џејсон Блум.
Снимање је почело у септембру 2016, а филм је премијерно приказан 6. октобра 2017, на Фестивалу у Сиџесу. Добио је позитивне рецензије критичара, уз оцену 100% на сајту Ротен томејтоуз. Редитељ Патрик Брајс је потврдио да је у току израда трећег дела.

## Радња
Након догађаја из претходног филма, поремећени серијски убица је поново променио свој идентитет и сада се представља као Арон, што је уједно и име његове последње жртве. У потрази за новом жртвом проналази сродну душу, или бар тако делује.

## Улоге
| Глумац         | Улога      |
| -------------- | ---------- |
| Марк Дуплас    | Арон       |
| Дезире Акхаван | Сара       |
| Каран Сони     | Дејв       |
| Патрик Брајс   | стари Арон |